# ŽKK Mladi Krajišnik
Ženski košarkaški klub Mladi Krajišnik, também conhecido como ŽKK Mladi Krajišnik (sérvio: ЖКК Млади Крајишник), é um clube profissional de basquete feminino com sede em Banja Luka, República Sérvia, Bósnia e Herzegovina. Fundado em 1963, o clube começou a competir na Primeira Liga Iugoslava em 1964. O time manda suas partidas na Obilićevo Arena, que tem capacidade para 800 espectadores. É considerado o clube de maior sucesso da República Sérvia e atualmente participa do Campeonato da Bósnia e Herzegovina. O apelido do time é Pequeninas (Malene), e seu patrocinador é a Meridianbet.
Seu palmarés inclui 19 Copas e nove títulos da Liga Sérvia, além de quatro títulos do campeonato e quatro Copas da Bósnia e Herzegovina. O clube foi nomeado o melhor clube esportivo da República Sérvia duas vezes, em 1996 e 1997, e eleito o melhor clube de Banja Luka seis vezes. Em competições europeias, o clube participou da Taça Ronchetti, da Eurocup e da Liga Adriática Feminina (WABA).

## História
O clube ŽKK Mladi Krajišnik foi fundado em 25 de maio de 1963. No ano seguinte, ingressou na Primeira Liga da Iugoslávia, da qual foi rebaixado três vezes até 1972. Entre 1974 e 1991, o clube competiu continuamente na Primeira Liga da República Socialista Federativa da Iugoslávia. Posteriormente, entre 1992 e 1995, participou da Primeira Liga da República Federal da Iugoslávia, sendo rebaixado para a Primeira Liga B no mesmo ano. Em 1997, retornou à primeira divisão e, na mesma temporada, conquistou o segundo lugar no campeonato iugoslavo. Competiu na liga até 1999. O ŽKK Mladi Krajišnik é o único clube, além do Crvena Zvezda, a ter mantido seu status na Primeira Divisão Iugoslava por tanto tempo.
Desde 1993, o ŽKK Mladi Krajišnik participa do Campeonato da República Sérvia, no qual dominou com nove títulos consecutivos. A partir da temporada 1999–2000, passou a competir no Campeonato Conjunto da Bósnia e Herzegovina, sagrando-se campeão em seu ano de estreia. Nas décadas seguintes, consolidou-se como uma das instituições de basquete feminino mais bem-sucedidas do país, acumulando um total de 35 troféus em 25 anos.

## Nomes
- 1964-1965 Mladi krajišnik
- 1985-1988 Krajina Auto Mladi Krajišnik
- 1988-1992 Krajina Auto
- 1997-1998 Port Mladi Krajišnik

## Títulos
Campeonato da República Federal da Iugoslávia
- vice-campeão (1): 1997-98

Campeonato da Bósnia e Herzegovina
- campeão (4): 1999-2000, 2000-2001, 2010-2011, 2012-2013

Copa da Bósnia e Herzegovina
- campeão (4): 2000, 2007, 2008, 2012

Campeonato da República Sérvia
- campeão (9): 1992-1993, 1993-1994, 1994-1995, 1995-1996, 1996/1997, 1997-1998, 1998-1999, 1999-2000, 2000-2001

Copa da República Sérvia
- campeão (19): 1993, 1994, 1995, 1996, 1997, 1998, 1999, 2000, 2003, 2005, 2006, 2007, 2008, 2009, 2010, 2011, 2012, 2013, 2014

WABA
- Presente na final a quatro (1): 2009–10

## Jogadores notáveis
| - Mersada Bećirspahić - Velinka Bošnjak - Milica Deura - Irena Vrančić - Ivona Bogoje - Marijana Bušljeta | - Mirjana Kovčo - Biljana Pavićević - Anđelija Arbutina - Jadranka Ćosić - Saša Čađo - Slađana Golić | - Gordana Janjić - Ana Joković - Lara Mandić - Marina Marković - Smilja Rađenović | - Snežana Šipka - Lena Trajkovski - Daliborka Vilipić - Sanda Vuković - Dragoslava Žakula |

## Ver mais
- Primeira Liga Feminina de Basquetebol da República Sérvia